# کلیوچووی (باشقیرستان)
کلیوچووی (انگلیسی: Klyuchevoy, Republic of Bashkortostan) یک شهرک در شهرستان مچتلینسکی استان باشقیرستان کشور روسیه است.